# Mathew Mar Thimothios
Mathew Mar Thimothios (Tymoteusz) – duchowny Malankarskiego Kościoła Ortodoksyjnego, od 2022 biskup Chengannuru. Sakrę otrzymał 19 lutego 2009 roku.
Od 2022 jest ordynariuszem diecezji Chengannuru.